# Pessansaari
Pessansaari är en ö i Finland. Den ligger i Tengeli älv och i kommunen Övertorneå i den ekonomiska regionen  Tornedalens ekonomiska region  och landskapet Lappland, i den norra delen av landet, 700 km norr om huvudstaden Helsingfors. Öns area är 1,7 hektar och dess största längd är 200 meter i öst-västlig riktning.  Pessansaari ligger i sjön Iso Lohijärvi.